# Kintsugi

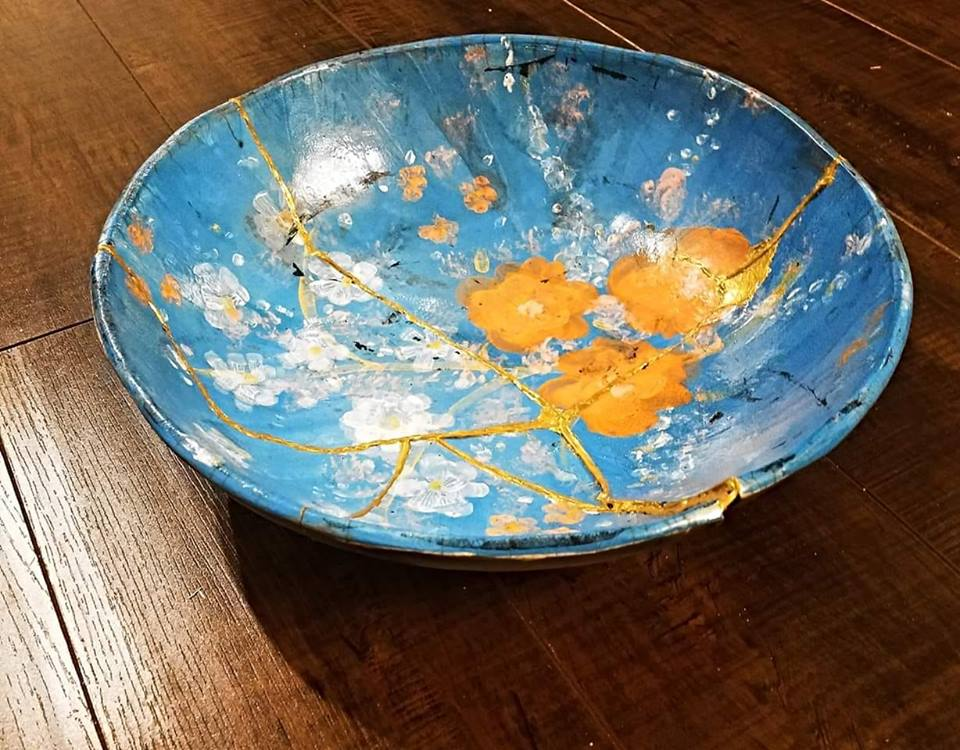
Deze handgemaakte schaal brak in de bakoven en is gerepareerd met de kintsugi-techniek.

Kintsugi (金継ぎ: 'gouden verbinding'), ook wel Kintsukuroi (金繕い: 'gouden reparatie') genoemd, is de Japanse kunst van het repareren van gebroken keramiek met goud- of zilverkleurige lak. In de Japanse schoonheidsleer dragen de sporen van breuk en herstel bij aan de schoonheid van een voorwerp.

## Etymologie
Het woord kintsugi is de romaji-transliteratie van de kanji: 金継 [kin-tsu] en de hiraganakarakter: ぎ [gi]. Het is een samenstelling van het zelfstandig naamwoord: 金 [kin] "goud" in de on-lezing en het werkwoord 継ぎ [tsu-gi], met de kanji 継 [tsu] "continuering" of "lapje" in de kun-lezing, met de uitgang ぎ [gi] wordt het werkwoord vervoegd naar de duratieve wijs, oftewel de werkwoordwijze die uitdrukt dat de beschreven status voort blijft duren en heeft het onder andere de betekenis "verbinding". Het zelfstandig naamwoord 金 [kin], in combinatie met het werkwoord 継ぎ [tsu-gi], vormen gezamenlijk de samenstelling: 金継ぎ [kintsugi]. Kintsugi kan worden vertaald naar het Nederlands als: goudverbinding.

## Beschrijving
Voor de reparatie wordt maki-e gebruikt, een Japanse lak bestrooid of vermengd met goud, zilver of platina. Wanneer de meeste scherven zijn gebruikt, spreekt men van hibi (ひび; 'barst'), waarbij de lak alleen tussen de scheuren is te zien. Bij een of meer ontbrekende scherven kan de lak ook worden gebruikt om de ruimte op te vullen (kake no kintsugi rei; 欠けの金継ぎ例). Een alternatief is yobitsugi (呼び継ぎ), waarbij een gelijkvormige scherf van een ander voorwerp wordt gebruikt.

## Oorsprong

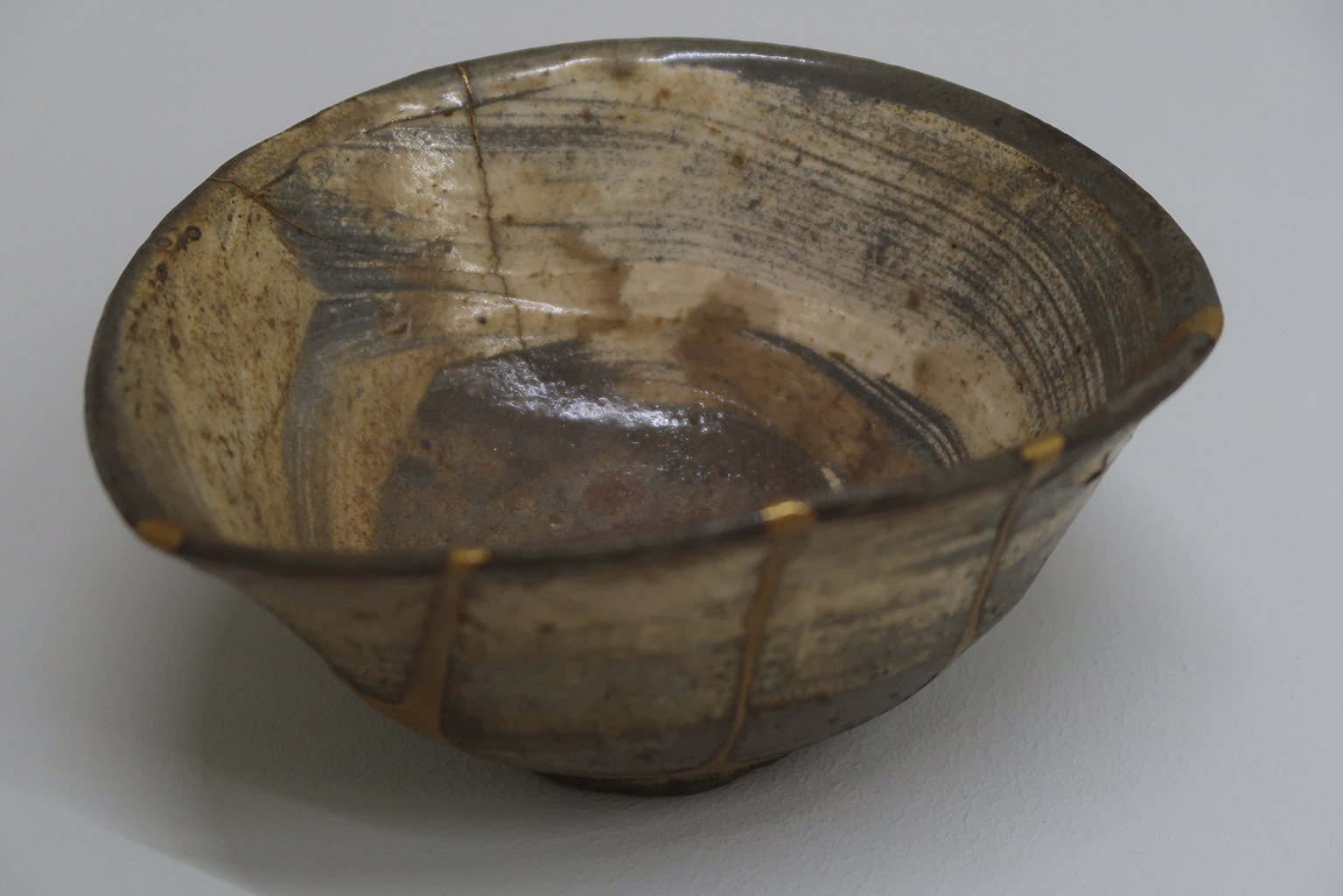
16e-eeuwse Koreaanse kintsugi-theekom (Joseonperiode)

Vóór het ontstaan van kintsugi was het gebruikelijk om gebroken kostbare keramiek te repareren met metalen nietjes. Hiervoor werden kleine gaten geboord aan weerszijden van de breuk. Kintsugi werd in de late 15e eeuw in Japan ontwikkeld en werd in de loop der tijd ook veelvuldig toegepast in China, Vietnam en Korea. 
Kintsugi wordt met name geassocieerd met aardewerken voorwerpen voor de Japanse theeceremonie. Volgens één theorie werd kintsugi ontwikkeld op last van de shogun Ashikaga Yoshimasa (1435–1490). 
Chinese ambachtslieden hadden een gebroken Chinese theekom van Yoshimasa met metalen nietjes gerepareerd, maar deze was niet tevreden met het resultaat. Hij droeg daarom Japanse ambachtslieden op om een fraaier alternatief te bedenken. Zij stelden gouden maki-e als lijm voor, een op dat moment zeer populaire Japanse lak. Kintsugi werd zo gewaardeerd door verzamelaars, dat sommigen naar verluidt kostbare stukken opzettelijk braken om deze nieuwe methode toe te laten passen.

## Filosofie
Wabi sabi heeft in belangrijke mate bijgedragen aan de waardering van kintsugi. Deze van oorsprong boeddhistische wereldbeschouwing benadrukt de schoonheid van imperfectie en vergankelijkheid. Sporen van gebruik dragen bij aan de waarde van een object. Kintsugi benadrukt de barsten in een keramieken voorwerp en onthult zo een deel van zijn geschiedenis.